# Thymallus tugarinae
Thymallus tugarinae är en fiskart som beskrevs av Knizhin, Antonov, Safronov och Weiss 2007. Thymallus tugarinae ingår i släktet Thymallus och familjen laxfiskar. Inga underarter finns listade i Catalogue of Life.